# 堅彌地城新海旁

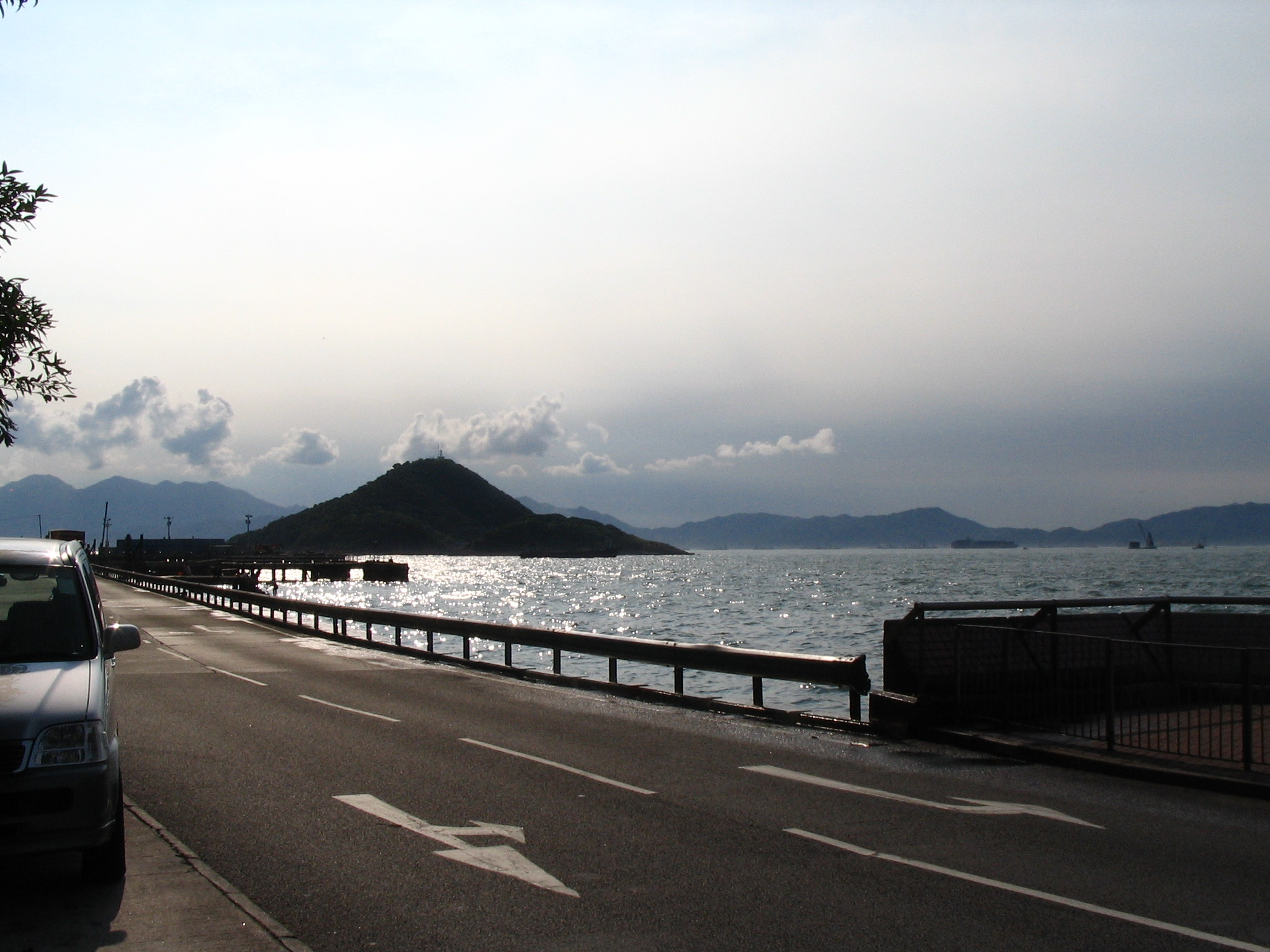
堅彌地城新海旁，西望大小青洲

堅彌地城新海旁（英語：New Praya, Kennedy Town），又名新海旁街，是香港一條海邊的街道，位於香港島堅尼地城，東接山市街，西接加多近街，是單程的東向行車道路。在卑路乍灣填海後，堅彌地城新海旁取代吉席街，成為維多利亞港西的新海旁。

## 沿途地標
- 堅尼地城 (卑路乍灣) 巴士總站
- 堅尼地城消防局
- 泓都
- 堅尼地城屠房

## 交匯道路
- 加多近街
- 爹核士街
- 士美菲路
- 城西道
- 山市街

## 海邊景觀
堅彌地城新海旁和城西道巴士總站旁的行人路為觀看海景的好地點。從該處可以觀看到大小青洲、昂船洲大橋、青衣島和西九龍。
由於堅尼地城海旁的海堤跟海面是垂直相對的，拍岸的海浪可以激起很大的水花，弄濕岸邊觀看景色的人們。在颱風吹襲香港期間，有市民會在該街道體驗颱風威力和觀浪，該處亦為電視台現場報道新聞的熱點之一。

## 實景

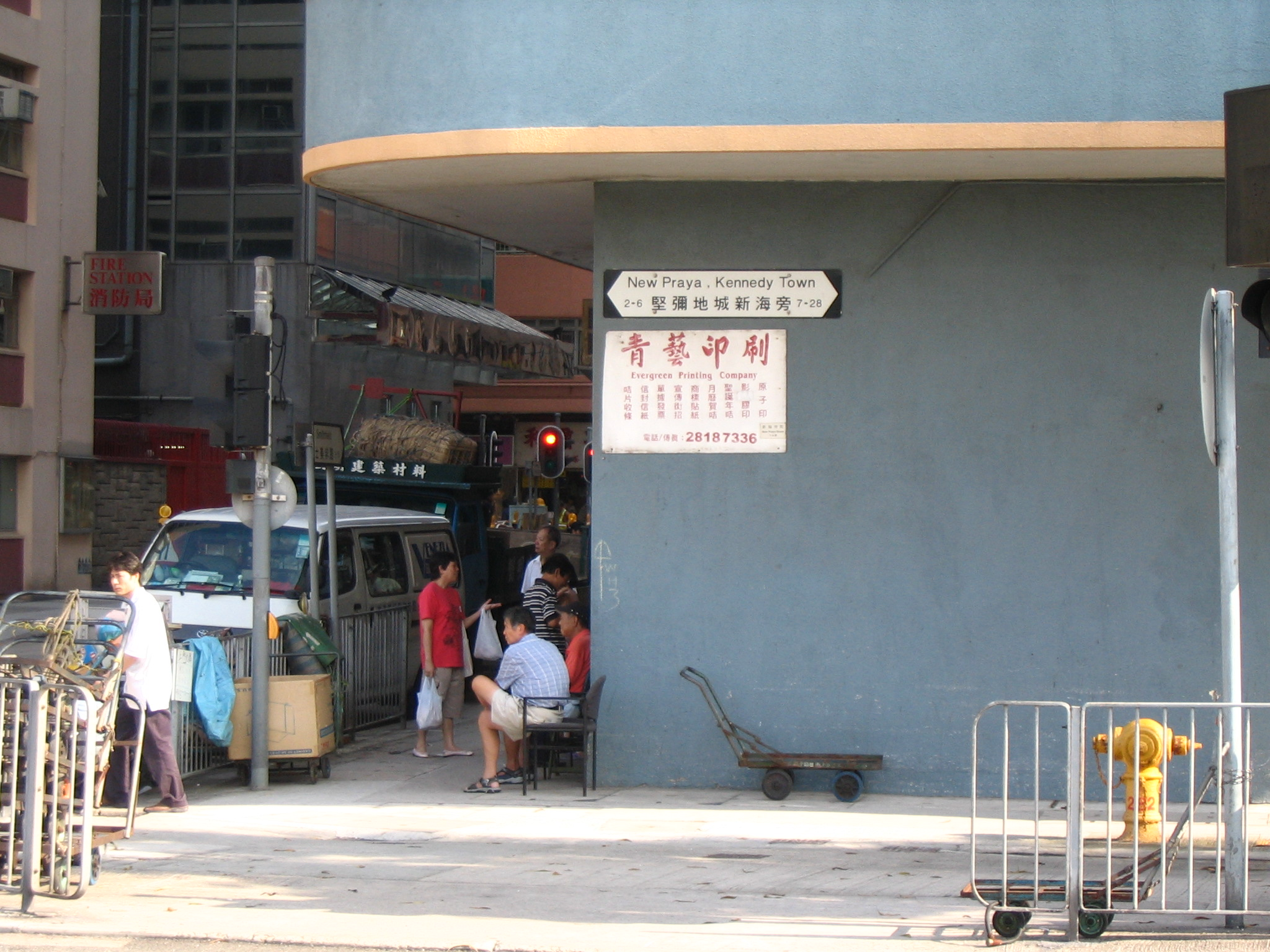
堅彌地城新海旁的路牌
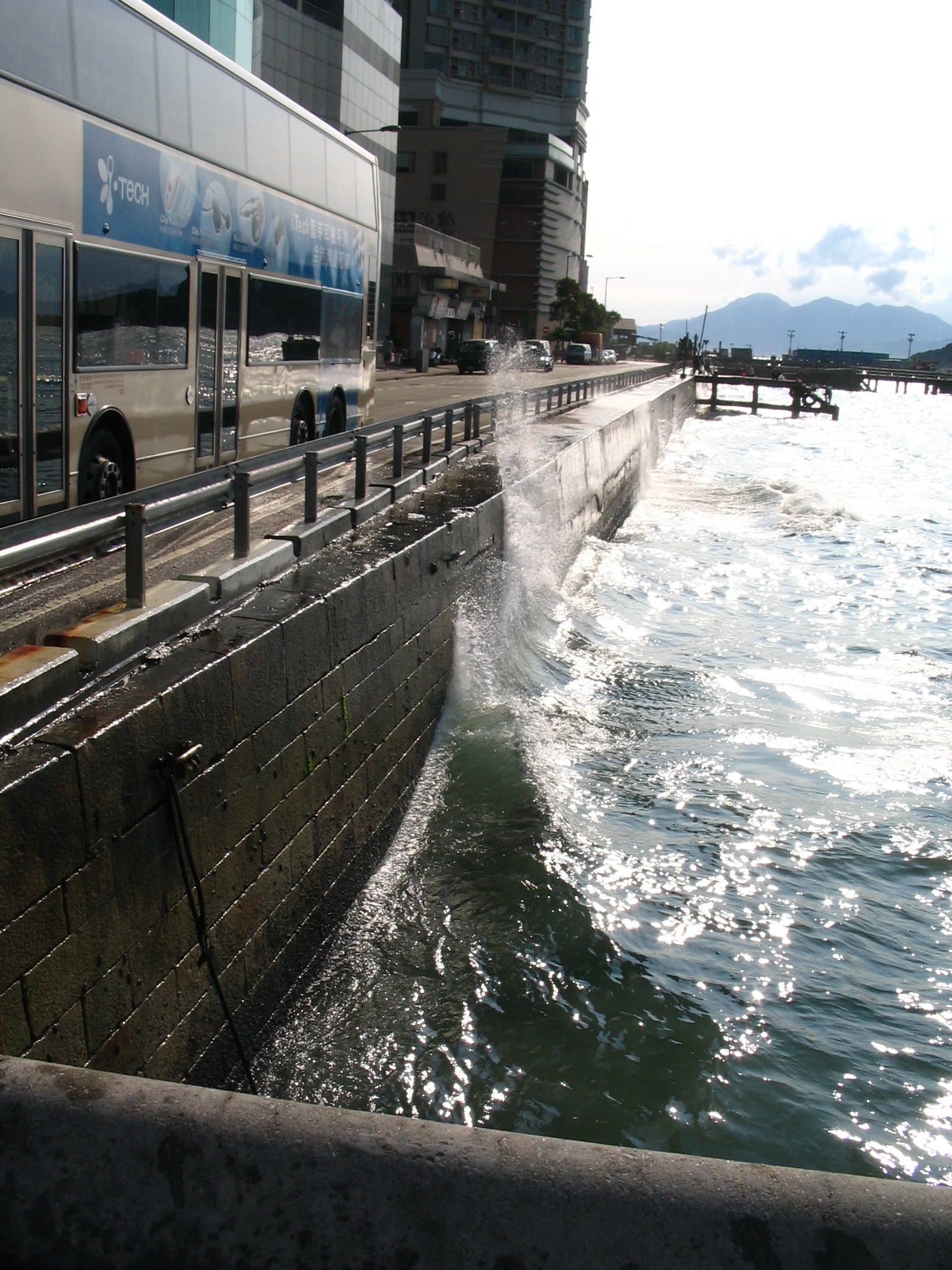
拍岸的海浪
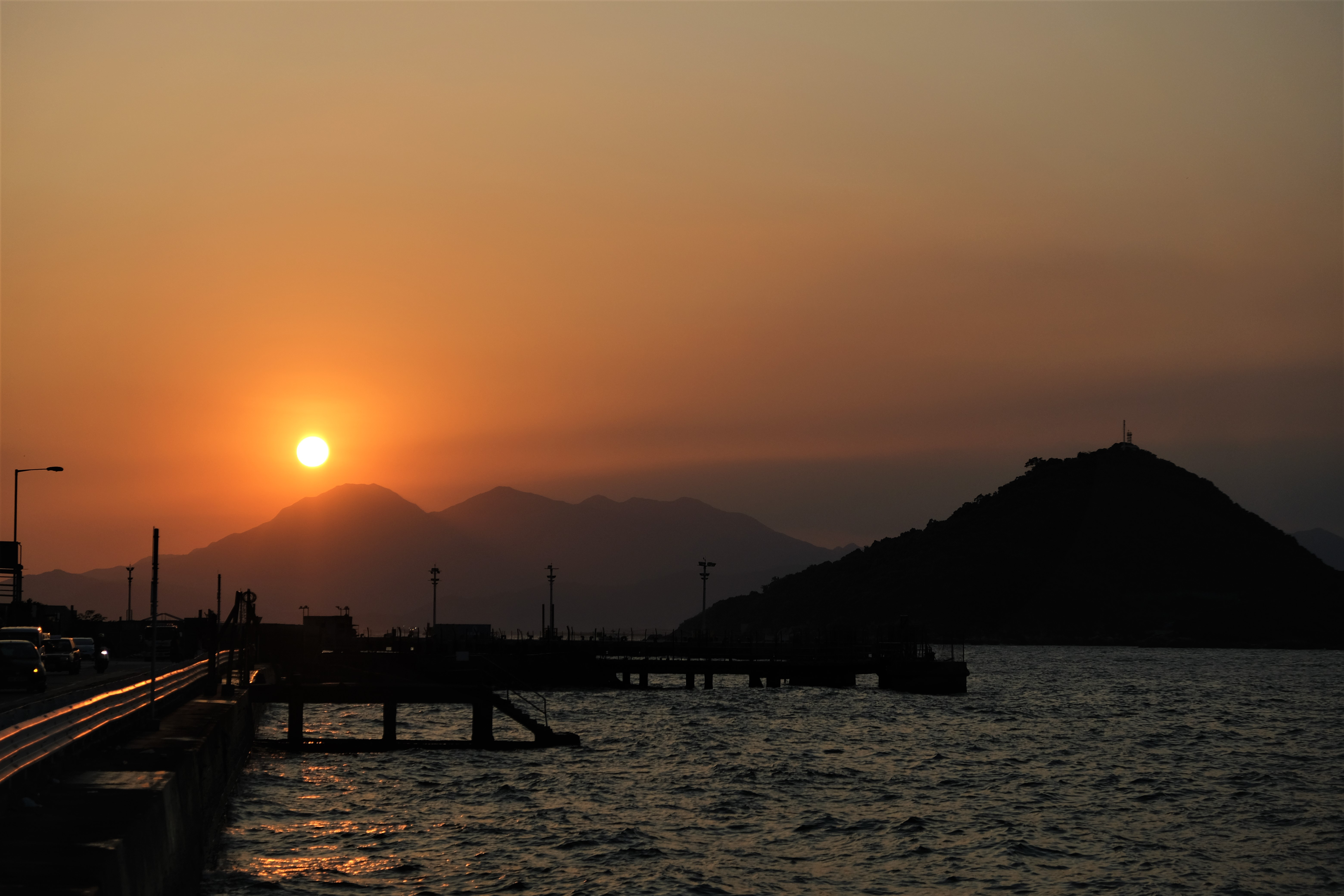
黃昏時的景色

## 外部連結
维基共享资源上的相關多媒體資源：堅彌地城新海旁